# Superliga 2012/13 (Spanien)
Die Saison 2012/13 war die 39. Spielzeit der Superliga, der höchsten spanischen Eishockeyspielklasse. Meister wurde zum ersten Mal in der Vereinsgeschichte der CH Gasteiz.

## Hauptrunde

### Modus
In der Hauptrunde absolvierte jede der sechs Mannschaften insgesamt 15 Spiele. Die vier bestplatzierten Mannschaften qualifizierten sich für die Playoffs, in denen der Meister ausgespielt wurde. Ein Sieg in der regulären Spielzeit brachte einer Mannschaft 3 Punkte, ein Sieg und eine Niederlage nach Verlängerung wurde mit 2 bzw. 1 Punkt vergütet. Für eine Niederlage in regulärer Spielzeit gab es keine Punkte.

### Tabelle
|    | Klub           | Sp | S  | OTS | OTN | N  | Tore   | Punkte |
| -- | -------------- | -- | -- | --- | --- | -- | ------ | ------ |
| 1. | CH Gasteiz     | 15 | 12 | 0   | 0   | 3  | 76:34  | 53     |
| 2. | CH Jaca        | 14 | 11 | 0   | 0   | 3  | 66:41  | 37     |
| 3. | CG Puigcerdà   | 14 | 9  | 0   | 0   | 5  | 88:57  | 30     |
| 4. | CH Txuri Urdin | 15 | 6  | 0   | 1   | 8  | 64:70  | 26     |
| 5. | FC Barcelona   | 15 | 2  | 1   | 1   | 11 | 48:78  | 19     |
| 6. | Majadahonda HC | 15 | 2  | 1   | 0   | 12 | 55:117 | 15     |

Sp = Spiele, S = Siege, U = unentschieden, N = Niederlagen, OTS = Overtime-Siege, OTN = Overtime-Niederlage, SOS = Penalty-Siege, SON = Penalty-Niederlage
(Anmerkung: Das Spiel Jaca-Puigcerdá wurde am Saisonende nicht mehr ausgetragen, da beide Mannschaften bereits als Playoff-Gegner feststanden.)

## Playoffs

### Halbfinale
- CH Gasteiz – CH Txuri Urdin 2:0 (5:2, 4:1)
- CH Jaca – CG Puigcerdà 0:2 (4:5, 3:8)

### Finale
- CH Gasteiz – CG Puigcerdà 3:0 (5:2, 5:3, 7:6)